# Kaye (Name)
Kaye ist ein englischer weiblicher und männlicher Vor- sowie Familienname.

## Namensträger

### Vorname
- Kaye Don (1891–1981), irischer Automobil- und Motorbootrennfahrer
- Kaye Hall (* 1951), US-amerikanische Schwimmerin
- Kaye Mortley (* 1943), australische Featureautorin und Hörfunkregisseurin
- Kaye Reed (* 1951), US-amerikanische Paläoanthropologin

### Künstlername
- Kaye-Ree (* 1979), deutsch-persische Soulsängerin

### Familienname
- A. E. Kaye, US-amerikanischer Tontechniker
- Alicia Kaye (* 1983), kanadisch-amerikanische Triathletin
- Billy Kaye (1932–2022), US-amerikanischer Jazzmusiker
- Bob Kaye (1944/45–2019), US-amerikanischer Jazzmusiker
- Bruno Kaye (1878–1946), deutscher Landwirt und Politiker (DDP)
- Cab Kaye (1921–2000), britisch-ghanaischer Musiker und Diplomat
- Caren Kaye (* 1951), US-amerikanische Schauspielerin
- Carl Kaye (* 1953), österreichischer Musiker
- Carol Kaye (Schauspielerin) (Carol Lindsey Young; 1930–2006), britische Schauspielerin
- Carol Kaye (* 1935), US-amerikanische Musikerin
- Celia Kaye (* 1942), US-amerikanische Schauspielerin
- Danny Kaye (1911–1987), US-amerikanischer Schauspieler, Komiker und Sänger
- Darwood Kaye (1929–2002), US-amerikanischer Schauspieler
- David Kaye (Fußballspieler) (* 1959), englischer Fußballspieler
- David Kaye (Synchronsprecher) (geb. David V. Hope; * 1964), kanadischer Synchronsprecher und Schauspieler
- David Kaye (Jurist), US-amerikanischer Jurist und Hochschullehrer, Sonderbeauftragter der Vereinten Nationen für den Schutz der Meinungsfreiheit
- David Kaye (Schauspieler, 1988) (* 1988), kanadischer Schauspieler
- Davy Kaye (1916–1998), britischer Schauspieler
- Dinah Kaye (1924–2011), schottische Blues- und Jazzsängerin
- Eddie Kaye (1926–2013), US-amerikanischer Jazzmusiker
- Gorden Kaye (1941–2017), britischer Schauspieler
- Harry Kaye (1919–1992), englischer Fußballspieler
- Ivan Kaye (* 1961), britischer Schauspieler
- James Kaye (* 1964), britischer Rennfahrer
- Joanne Kaye (1922–1998), US-amerikanische Schriftstellerin, siehe Rachel Cosgrove Payes
- John Kaye (Fußballspieler) (* 1940), englischer Fußballspieler
- John Kaye (Geistlicher) (1783–1853), englischer Geistlicher und Bischof
- John Kaye (Politiker) (1955–2016), australischer Politiker
- John William Kaye (1814–1876), britischer Offizier, Beamter und Militärhistoriker
- Joel Kaye (1940–2022), US-amerikanischer Jazzmusiker und Bigband-Leader
- Jonathan Kaye (* 1970), US-amerikanischer Golfspieler
- Judith Kaye (1938–2016), US-amerikanische Richterin
- Judy Kaye (* 1948), US-amerikanische Schauspielerin und Sängerin
- Kurt Kaye (1895–1984), deutsch-südafrikanischer Pilot und Unternehmer, siehe Kurt Katzenstein
- Laurence Kaye (* 1970), britischer Politiker
- Lenny Kaye (* 1946), US-amerikanischer Rockgitarrist
- Mark-Anthony Kaye (* 1994), kanadischer Fußballspieler
- Marina Kaye (* 1998), französische Popsängerin
- Mary Kaye (Musikerin) (1924–2007), US-amerikanische Musikerin und Künstlerin
- Mary M. Kaye (1908–2004), britische Autorin
- Milton Kaye (1909–2006), US-amerikanischer Pianist
- Nora Kaye (1920–1987), US-amerikanische Ballerina
- Norman Kaye (1927–2007), australischer Schauspieler
- Paul Kaye (* 1965), britischer Schauspieler und Komiker
- Peter Kaye (* 1979), englischer Fußballspieler
- Sammy Kaye (1910–1987), US-amerikanischer Orchesterleiter, Komponist und Saxophonist
- Simon Kaye (* 1935), britischer Tontechniker
- Stubby Kaye (1918–1997), US-amerikanischer Entertainer und Schauspieler
- Thorsten Kaye (* 1966), deutscher Schauspieler
- Tony Kaye (Musiker) (* 1946), britischer Musiker
- Tony Kaye (Regisseur) (* 1952), britischer Regisseur, Produzent und Kameramann
- Ulrich Kaye (* 1932), deutscher Politiker (NPD)